# Dasypus septemcinctus
Dasypus septemcinctus är en däggdjursart som beskrevs av Carl von Linné 1758. Dasypus septemcinctus ingår i släktet långnosade bältor, och familjen Dasypodidae. IUCN kategoriserar arten globalt som livskraftig. Inga underarter finns listade i Catalogue of Life. Det svenska trivialnamnet långsvansad sjubandad bälta förekommer för arten.
Arten blir cirka 27 cm lång (huvud och bål), hare en cirka 15 cm lång svans och väger ungefär 1,5 kg. Pansaren på kroppens ovansida bildas av 6 till 8 segment (band) samt av plattor som täcker huvudet, naken och stjärten. Vid buken finns tjock hud som är täckt av gula eller vita hår. Vid framtassarna förekommer fyra tår och bakfötterna har fem tår. Nosen har en avplattad form och öronen kan vara påfallande stora.
Denna bälta förekommer i Brasilien från Amazonområdet söderut till Bolivia, Paraguay och norra Argentina. Utbredningsområdets södra gräns är inte klarlagd på grund av att andra arter från samma släkte med liknande utseende lever i samma region. Habitatet utgörs främst av gräsmarker men i syd hittas arten även i galleriskogar.
Individerna är aktiva på dagen och har insekter samt andra ryggradslösa djur som föda. Sällan äter Dasypus septemcinctus mindre ryggradsdjur som grodor, ödlor eller småfåglar. Arten vilar i underjordiska bon som skapades av andra djur och som förändras av bältan. När boet är färdigbyggt finns flera gångar och en central kammare i mitten. Utanför parningstiden lever varje individ ensam.
Fortplantningssättet är troligen samma som hos den niobandade bältan. Med människans vård kan arten leve upp till 17 år.